# جمشید قنبری ممان

جمشید قنبری ممان (زاده ۱۳۲۹ در شهرستان میانه-روستای ممان) سیاستمدار، مدیر ارشد اجرایی و کارشناس حمل و نقل ایرانی است که در حال حاضر به عنوان مشاور کمیسیون عمران مجلس شورای اسلامی فعالیت می‌نماید. وی در دوره چهارم و پنجم نماینده شهرستان میانه در مجلس شورای اسلامی ایران بوده که در دوره چهارم نایب رئیس اول و در دوره پنجم رئیس کمیسیون راه و ترابری و مسکن و شهرسازی بوده است.
قنبری از سال ۱۳۷۹ به مدت ده سال رئیس هیئت مدیره و مدیر عامل شرکت هلیکوپتری ایران، به مدت هشت سال مشاور عالی وزیران نفت در زمان وزارت آقایان بیژن نامدار زنگنه و کاظم وزیری هامانه و مشاور عالی وزیران راه و ترابری در زمان وزارت آقایان رحمان دادمان، احمد خرم و محمد رحمتی و به مدت چهار سال رئیس هیئت مدیره شرکت هواپیمائی نفت بوده، همچنین از سال ۱۳۸۰ به مدت نه سال نماینده تام‌الاختیار وزرای نفت در امور فرودگاه‌های تحت تملک وزارت نفت در زمان وزارت آقایان بیژن نامدار زنگنه، کاظم وزیری هامانه، غلامحسین نوذری، مسعود میر کاظمی و از سال ۱۳۸۹ الی ۱۳۹۱ مشاور عالی مدیر عامل شرکت ملی نفت ایران بوده است.

## تحصیلات
- کارشناسی ارشد مهندسی هوانوردی و مدیریت فرودگاهی از دانشگاه تربیت مدرس
- کارشناسی مهندسی الکترونیک

## سوابق
- مشاور کمیسیون عمران مجلس شورای اسلامی دوره‌های هشتم و نهم از ۱۳۸۷ تا کنون
- مشاور عالی مدیر عامل شرکت ملی نفت ایران به مدت ۲ سال از ۱۳۸۹ الی ۱۳۹۱
- رئیس هیئت مدیره و مدیر عامل شرکت هلیکوپتری ایران از شرکت‌های زیر مجموعه وزارت نفت به مدت ۱۰ سال از ۱۳۷۹ الی ۱۳۸۹
- نماینده تام‌الاختیار وزیر نفت در امور فرودگاه‌های ملکی وزارت نفت به مدت ۱۰ سال از ۱۳۷۹ الی ۱۳۸۹
- مشاور عالی وزارت نفت جمهوری اسلامی ایران به مدت حدود ۸ سال از ۱۳۷۹ الی ۱۳۸۶
- مشاور عالی وزارت راه و ترابری جمهوری اسلامی ایران به مدت ۸ سال از ۱۳۷۹ الی ۱۳۸۶
- رئیس هیئت مدیره شرکت هواپیمائی نفت به مدت ۴ سال از ۱۳۷۹ الی ۱۳۸۳
- رئیس کمیسیون راه و ترابری و مسکن و شهرسازی در دوره پنجم مجلس شورای اسلامی به مدت ۴ سال از ۱۳۷۵ الی ۱۳۷۹
- نماینده مجلس شورای اسلامی دوره پنجم در حوزه انتخابیه شهرستان میانه با ۴۹٫۸٪ آراء مأخوذه[۴] به مدت ۴ سال از ۱۳۷۵ الی ۱۳۷۹
- نایب رئیس اول کمیسیون راه و ترابری و مسکن و شهرسازی دوره چهارم مجلس شورای اسلامی به مدت ۴ سال از ۱۳۷۱ الی ۱۳۷۵
- نماینده مجلس شورای اسلامی دوره چهارم در حوزه انتخابیه شهرستان میانه با ۴۴٫۲٪ آراء مأخوذه[۵] به مدت ۴ سال از ۱۳۷۱ الی ۱۳۷۵
- رئیس اداره مهندسی الکترونیک سازمان هواپیمایی کشوری جمهوری اسلامی ایران و کارشناس مسئول الکترونیک مرکز کنترل پرواز (طی ۸ سال دفاع مقدس)
- کارشناس مهندسی الکترونیک هواپیمایی در سازمان هواپیمایی کشوری جمهوری اسلامی ایران به مدت ۱۶ سال از ۱۳۵۵ الی ۱۳۷۱

## عضویت‌ها
- کمیسیون تلفیق مجلس شورای اسلامی
- کمیته تدوین برنامه سوم توسعه در وزارت راه و ترابری جمهوری اسلامی ایران
- کمیته تدوین برنامه سوم توسعه در وزارت مسکن و شهرسازی جمهوری اسلامی ایران
- شورای اشتغال استان آذربایجان شرقی به انتخاب مجلس شورای اسلامی ایران
- اجلاس جهانی بین المجالس در کشور چین به انتخاب مجلس شورای اسلامی ایران
- اجلاس جهانی سازمان بین‌المللی هواپیمایی کشوری در کشور کانادا طی ۳ دوره